# Le Vrai Visage de mon mari

Le Vrai Visage de mon mari (Til Death Do Us Part) est un téléfilm américain réalisé par Farhad Mann, diffusé le 25 avril 2015 sur Lifetime.

## Synopsis
Une femme enquête sur le passé de son mari docteur qui a tout l'air de l'homme idéal, quand il commence à devenir de plus en plus hostile envers elle.

## Fiche technique
- Titre original : Til Death Do Us Part
- Titre français : Le Vrai Visage de mon mari
- Réalisation : Farhad Mann (en)
- Scénario : Gayl Decoursey
- Pays d'origine :  États-Unis
- Langue originale : anglais
- Durée : 90 minutes
- Date de première diffusion :
  -  France : 29 mai 2015 sur TF1

## Distribution
- Haylie Duff (VFB : Julie Basecqz) : Sarah
- Ty Olsson (VFB : Nicolas Matthys) : Kevin
- Magda Apanowicz (VFB : Sophie Frison) : Jolene
- Rekha Sharma : inspecteur Ruthers
- Andrea Brooks : Cathy
- Karen Holness : Darlene
- Matthew Kevin Anderson : Jeff
- Aaron Pearl : inspecteur Geller
- Christine Willes : Liz
- Zak Santiago : Ethan
- Christina Jastrzembska : Madame Thek
- Lindsay Bourne : Alec
- Mitchell Clarke : Steve McPhail
- Brenda Campbell : le professeur

## Accueil
Le téléfilm a été vu par 1,472 million de téléspectateurs lors de sa première diffusion.